# Stiff Upper Lip
Albums de AC/DC
Bonfire
(1997) Black Ice
(2008)
Singles
Stiff Upper Lip est le 13e album du groupe AC/DC sorti en 2000.

## Historique
L'album a été enregistré au Warehouse Studio à Vancouver et mixé au Sterling Sound à New York. La production a été assurée par George Young, grand frère des 2 guitaristes.
Les trois singles extraits de l'album sont la chanson éponyme, Satellite Blues et Safe in New York City. Ces trois chansons et la chanson Meltdown ont été jouées pendant les concerts de la tournée de promotion de l'album, le Stiff Upper Lip Tour. Lors de cette tournée, le 14 juin 2001 à Munich, le groupe a enregistré le DVD Stiff Upper Lip Live.
L'album fut bien accueilli par la critique et par les fans. Il s'est vendu à plus d'un million d'exemplaires aux États-Unis. Le single Stiff Upper Lip s'est classé à la 2e place mondiale des charts dès la première semaine de sa sortie.
L'album a été remasterisé en 2007.

## Liste des titres
Toutes les chansons ont été écrites par Angus et Malcolm Young.
1. Stiff Upper Lip (3:34)
2. Meltdown (3:41)
3. House of Jazz (3:56)
4. Hold Me Back (3:59)
5. Safe in New York City (3:59)
6. Can't Stand Still (3:41)
7. Can't Stop Rock 'N' Roll (4:02)
8. Satellite Blues (3:46)
9. Damned (3:51)
10. Come and Get It (4:02)
11. All Screwed Up (4:36)
12. Give It Up (3:53)

## Chansons non retenues
Lors des sessions d'enregistrement de l'album, AC/DC a enregistré plusieurs chansons que le groupe n'a finalement pas retenues pour figurer sur l'album. Parmi elles, seule Cyberspace fut réalisé ultérieurement : elle était la face B du single Safe in New York City et était présente dans l'édition spéciale de Stiff Upper Lip ; elle est également sortie en 2009 sur le coffret Backtracks.
Parmi les chansons non commercialisées issues de ces sessions d'enregistrement figurent : Let It Go, Rave On, Whistle Blower, The Cock Crows.

## Édition spéciale
En Océanie et en Europe, une édition spéciale de Stiff Upper Lip nommée Tour Edition a été réalisée en janvier 2001, près d'un an après la sortie de l'album simple. Cette édition contient un second disque comprenant la chanson Cyberspace, quelques chansons enregistrées en public à Madrid en 1996 (concert présent sur le DVD No Bull) et les clips des trois chansons sorties en single.
Cyberspace et les trois clips sont re-sortis en 2009 dans le coffret Backtracks. Trois des titres en concert sont également re-sorties sur l'édition collector de ce même coffret (les cinq titres sont cependant présents en vidéo sur le DVD No Bull).

### Listes des titres
Disque 1
1. Stiff Upper Lip (3:34)
2. Meltdown (3:41)
3. House of Jazz (3:56)
4. Hold Me Back (3:59)
5. Safe in New York City (3:59)
6. Can't Stand Still (3:41)
7. Can't Stop Rock 'N' Roll (4:02)
8. Satellite Blues (3:46)
9. Damned (3:51)
10. Come and Get It (4:02)
11. All Screwed Up (4:36)
12. Give It Up (3:53)

Disque 2
1. Cyberspace (face B du single Safe in New York City) – 2:57
2. Back in Black (live) (Young, Young, Brian Johnson) (live) – 4:09
3. Hard as a Rock (live) – 4:49
4. Ballbreaker (live) – 4:39
5. Whole Lotta Rosie (live) (Young, Young, Bon Scott) – 5:26
6. Let There Be Rock (live) (Young, Young, Scott) – 11:53
7. Stiff Upper Lip (clip promotionnel) – 3:50
8. Safe in New York City (clip promotionnel) – 4:01
9. Satellite Blues (clip promotionnel) – 3:55

- Sauf mention contraire, toutes les chansons ont été écrites par Angus Young et Malcolm Young.
- Les chansons live ont été enregistrées aux arènes de Las Ventas de Madrid en 1996.

## Formation
- Brian Johnson : chant
- Angus Young : guitare solo
- Malcolm Young : guitare rythmique, chœurs
- Cliff Williams : basse, chœurs
- Phil Rudd : batterie

## Charts

### Album
Charts
| Pays                                  | Durée du classement | Meilleur classement | Date            |
| ------------------------------------- | ------------------- | ------------------- | --------------- |
| Allemagne (GfK Entertainment)         | 39 semaines         | 1er                 | 13 mars 2000    |
| Australie (ARIA Charts)               | 17 semaines         | 3e                  | 12 mars 2000    |
| Autriche (Ö3 Austria Top 40)          | 13 semaines         | 1er                 | 12 mars 2000    |
| Belgique (V) (Ultratop)               | 6 semaines          | 17e                 | 18 mars 2000    |
| Belgique (W) (Ultratop)               | 12 semaines         | 10e                 | 1er avril 2000  |
| Canada (Canadian Albums Chart)        | 4 semaines          | 5e                  | 18 mars 2000    |
| Écosse (Scottish Album Chart)         | 7 semaines          | 13e                 | 5 mars 2000     |
| États-Unis (Billboard 200)            | 28 semaines         | 7e                  | 18 mars 2000    |
| Finlande (Suomen virallinen lista)    | 9 semaines          | 1er                 | 28 février 2000 |
| France (SNEP)                         | 22 semaines         | 2e                  | 26 février 2000 |
| Italie (FIMI)                         | 3 semaines          | 22e                 | 16 mars 2000    |
| Norvège (VG-lista)                    | 6 semaines          | 6e                  | 6 mars 2000     |
| Nouvelle-Zélande (RMNZ Albums Top40)  | 6 semaines          | 12e                 | 9 avril 2000    |
| Pays-Bas (MegaCharts)                 | 7 semaines          | 36e                 | 18 mars 2000    |
| Royaume-Uni (UK Albums Chart)         | 5 semaines          | 12e                 | 5 mars 2000     |
| Royaume-Uni (UK Rock and Metal Chart) | 17 semaines         | 3e                  | 5 mars 2000     |
| Suède (Sverigetopplistan)             | 14 semaines         | 1er                 | 2 mars 2000     |
| Suisse (Schweizer Hitparade)          | 40 semaines         | 2e                  | 12 mars 2000    |

Certifications
| Pays                    | Certification | Ventes      | Date            |
| ----------------------- | ------------- | ----------- | --------------- |
| Allemagne (BVMI)        | 3 × Or        | 450 000 +   | 2002            |
| Australie (ARIA)        | 3 × Platine   | 210 000 +   | 30 janvier 2013 |
| États-Unis (RIAA)       | Platine       | 1 000 000 + | 22 janvier 2001 |
| Finlande (IFPI Finland) | Or            | 27 417 +    | 2000            |
| France (SNEP)           | 2 × Or        | 200 000 +   | 28 juin 2000    |
| Suisse (IFPI Suisse)    | Platine       | 50 000 +    | 2000            |

### Singles
| Single                | Chart                     | Durée du classement | Position | Date              |
| --------------------- | ------------------------- | ------------------- | -------- | ----------------- |
| Stiff Upper Lip       | (Mainstream Rock Tracks)  | 23 semaines         | 1er      | 11 mars 2000      |
| Stiff Upper Lip       | (Suomen virallinen lista) | 1 semaine           | 18e      | 13 mars 2000      |
| Stiff Upper Lip       | (UK Singles Chart)        | 2 semaines          | 65e      | 9 avril 2000      |
| Satellite Blues       | (Mainstream Rock Tracks)  | 20 semaines         | 7e       | 1er juillet 2000  |
| Satellite Blues       | (ARIA Charts)             | 2 semaines          | 23e      | 18 février 2001   |
| Meltdown              | (Mainstream Rock Tracks)  | 9 semaines          | 22e      | 30 septembre 2000 |
| Safe in New-York City | (Mainstream Rock Tracks)  | 10 semaines         | 21e      | 12 mai 2001       |